# Max Nedwed
Max Nedwed (* 22. Juni 1902 in Hallein, Österreich-Ungarn; † 16. September 1975 in Klagenfurt) war ein österreichischer Jurist, Gestapobeamter und SS-Führer.

## Leben
Nedwed absolvierte nach der Matura an der Universität Innsbruck ein Studium der Rechts- und Staatswissenschaften und promovierte zum Dr. jur. Anschließend trat er in den Polizeidienst in Klagenfurt ein und war als Polizeikommissar beim Sicherheitsdirektor für Kärnten eingesetzt. Während des Juliputsches 1934 war er in Kärnten an der Niederschlagung des Aufstandes beteiligt.
Nach dem Anschluss Österreichs im März 1938 wurde Nedwed als Polizeidezernent in der Landeshauptmannschaft Kärnten tätig. Ab 1939 war bei der Staatspolizeistelle Klagenfurt tätig und wechselte von dort 1940 zur Staatspolizei Karlsbad im Reichsgau Sudetenland, wo er stellvertretender Leiter wurde. Von dort wechselte er in gleicher Funktion im Juli 1941 zur Staatspolizeileitstelle Stettin und im September 1942 zur Staatspolizeistelle Köslin. Von Anfang Juli 1943 bis Anfang Oktober 1944 war er Leiter der Staatspolizeistelle Kassel und danach bis Anfang Mai 1945 der Staatspolizeistelle Innsbruck.
Nedwed beantragte am 27. Mai 1938 die Aufnahme in die NSDAP, wurde rückwirkend zum 1. Mai desselben Jahres aufgenommen (Mitgliedsnummer 6.177.564) und trat zum 15. Dezember 1940 der SS bei (SS-Nummer 385.411). Bei der SS erreichte er 1943 den Rang eines SS-Obersturmbannführers und wurde im selben Jahr zum Oberregierungsrat befördert.
Am 2. Mai 1945 setzte er sich mit weiteren Gestapobeamten mit dem Ziel Unterinntal ab. Nach Kriegsende wurde Nedwed am 5. August 1945 bei Kitzbühel verhaftet. Durch ein französisches Militärgericht wurde Nedwed 1948 zu zwanzig Jahren Haft verurteilt, aus der er jedoch vorzeitig entlassen wurde. Danach arbeitete er als Angestellter in Linz.